# 1464
1464 (MCDLXIV) a fost un an bisect al calendarului iulian, care a început într-o zi de duminică.

## Nașteri
- 23 aprilie: Jeanne a Franței, Ducesă de Berry  (d. 1505)
- dată necunoscută: Elena (fiica lui Ștefan cel Mare) fiica lui Ștefan cel Mare (d. 1505)

## Decese
- 1 august: Cosimo Medici, 74 ani, conducătorul de facto al Florenței (n. 1389)